# 파티 오브 파이브
《파티 오브 파이브》(영어: Party of Five)는 1994년 9월 12일에서 1997년 9월 16일까지 FOX에서 방영된 미국의 10대 가족 드라마 텔레비전 시리즈이다.
1999년 메인 중 하나였던 제니퍼 러브 휴잇이 주인공으로 나오는 스핀오프 텔레비전 시리즈 《Time of Your Life》가 방송됐으나 한 시즌 만에 종영되었다.
2020년 프리폼에서 브랜던 라라쿠엔테 등이 출연한 동명 리메이크를 내놓았으나 역시 한 시즌 만에 취소되었다.

## 개요
샌프란시스코에 사는 샐린저(Salinger)가의 자녀들인 24살 찰리, 16살 베일리, 15살 줄리아, 11살 클로디아, 아기 오언, 이렇게 다섯 명(“party of five”)은 부모님을 음주 운전 차량에 잃고 고아가 된다. 이들은 부모님이 운영했던 식당 샐린저스(Salinger's)를 이어받아 꾸려 나가며 부모님을 상실한 아픔, 가정 폭력, 10대 임신, 암 발병, 알코올 의존증 등 다양한 인생의 장애를 헤쳐 나간다.

## 출연진

### 메인
- 스콧 울프 - 베일리 샐린저 역
- 매슈 폭스 - 찰리 샐린저 역
- 네브 캠벨 - 줄리아 샐린저 역
- 레이시 셔베어 - 클로디아 샐린저 역: 음악 영재.
- 폴라 데비크 - 키어스틴 베넷 샐린저 역: 막내 오언의 보모이자 찰리의 애정 상대.
- 스콧 그라임스 - 윌 매코클 역
- 마이클 A. 고지언 - 저스틴 톰프슨 역
- 제니퍼 러브 휴잇 - 세라 리브스 메린 역: 베일리의 여자친구.
- 알렉손드라 리 - 캘리 마텔 역
- 제러미 런던 - 그리핀 체이스 홀브룩 역: 줄리아의 남자친구.
- 제니퍼 애스펀 - 대프니 저블론스키 역

### 그 외
- 퍼트리샤 히턴